# Mahindra Marksman
Mahindra Marksman — індійський легкий бронеавтомобіль, виготовлений компанією Mahindra Defence Systems (MDS), яка є частиною Mahindra. Це перша індійська легка бронемашина з повністю броньованим корпусом . Призначена для забезпечення захисту військових і поліцейських сил від вогню зі стрілецької зброї та гранат під час як антитерористичних операцій, так і звичайних бойових завдань, таких як озброєна розвідка, захист конвоїв або контроль заворушень .

## Опис
Броня забезпечує балістичний захист рівня B6 . Борти витримують три прямих влучання суцільнометалевих куль калібру 7,62×51 мм НАТО M80, 7,62×39 мм ПС або 5,56×45 мм НАТО M193 з відстані 10 м під кутом 90º. Дах може захистити екіпаж від трьох прямих влучень куль калібру 5,56 мм і 7,62 мм з відстані 10 м під кутом 45º. Підлога захищає від одночасного вибуху під машиною двох ручних гранат DM51 .
Озброєння представлене кулеметною туреллю з кутом повороту 270°. Крім того, екіпаж може вести вогонь зсередини через амбразури загальною чисельністю сім. Конфігурація заднього сидіння та широкі куленепробивні вікна дозволяють екіпажу, який сидить позаду, повністю орієнтуватися в роботі, а мертву зону позаду машини дозволяє бачити камера заднього виду, що подає дані на рідкокристалічний дисплей для водія та його помічника. У верхній частні машини встановлено пошуковий ліхтар, яким керує зсередини водій або його помічник  .
Пропонується з двома варіантами дизельного двигуна з турбонаддувом:
- 2,2-літровий m-hawk CRDe (максимальна потужність 120 к.с. при 4000 об/хв, максимальний крутний момент 280 Нм при 1800—2800 об/хв);
- 2,6-літровий DI (115 к.с. при 3800 об/хв і 228 Нм при 1800—2200 об/хв).

Коробка передач п'ятиступінчаста.  Автомобіль повнопривідний (4х4), оснащений гідропідсилювачем керма. Передня підвіска незалежна, задня жорстка, мають амортизатори. Автомобіль має стандартні легкосплавні диски та шини run-flat .

## Оператори
- Індія: [5] [6]
  - підрозділ Force One поліції Мумбаї[en];
  - центральні резервні поліцейські сили;
  - поліція Делі;
  - поліція Джамму і Кашміру[en] [7];
  - поліція Калькутти[en];
  - прикордонні сили безпеки;
  - центральні сили промислової безпеки.
- Чилі: у 2012 році 29 одиниць придбано карабінерами[en] [8]. Після прибуття перших п'яти машин з цієї партії офіційні особи карабінерів висловили занепокоєння щодо виявлених недоліків цих транспортних засобів [9], зокрема таких як великі сліпі зони, недостатній захист капоту, шин і кришки паливного баку, а також замала висота салону [10].